# Agriphila ericellus
Agriphila ericellus là một loài bướm đêm trong họ Crambidae.